# Маршалов, Борис Павлович
Борис Павлович Маршалов (13 марта 1927, Челябинск — 18 марта 2013, там же) — советский и российский журналист, редактор газеты «Челябинский рабочий» (1978—1991).

## Биография
Родился 13 марта 1927 года в Челябинске.
Участник Великой Отечественной войны, лауреат многочисленных премий.
В 1958 году окончил историко-филологический факультет УрГУ.
В 1970 году после окончания факультета журналистики Высшей партшколы был утвержден зав. сектором печати, радио и телевидения обкома КПСС.
С 1972 года — первый замредактора газеты «Челябинский рабочий», с 1978 по 1991 годы руководил газетой. Возглавлял областное отделение Союза журналистов СССР. Был одним из организаторов первой коммерческой газеты в Челябинске «Контакт». Выпустил несколько публицистических и литературоведческих сборников.
Кавалер орденов Отечественной войны, Красного Знамени, «Знак Почета».
Умер 18 марта 2013 года в Челябинске.
Дочь — Елена, проживает в США.